# Черганово
Черганово (болг. Черганово) — село в Болгарии. Находится в Старозагорской области, входит в общину Казанлык. Население составляет 1 017 человек.

## Политическая ситуация
В местном кметстве Черганово, в состав которого входит Черганово, должность кмета (старосты) исполняет Светла Георгиева Трифонова (независимый) по результатам выборов правления кметства.
Кмет (мэр) общины Казанлык — Стефан Христов Дамянов (инициативный комитет) по результатам выборов в правление общины.